# Danza in Kiribati

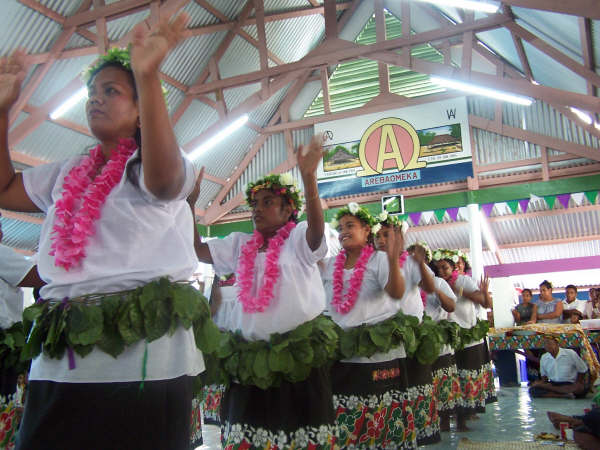
Donne di Kiribati eseguono danze tradizionali all'aeroporto internazionale di Bonriki

La danza è una delle tradizioni culturali principali del Kiribati. Ciò che rende unica la danza di Kiribati rispetto ad altre forme di danza delle isole del Pacifico è la forza che il ballerino/a deve avere nelle braccia per tenerle tese per molti minuti. Altro aspetto caratteristico è la mossa unica al mondo fatta con il collo, che dovrebbe ricordare i movimenti dell’uccello fregata (Fregata minor) animale tipico del luogo. La maggior parte delle danze si svolgono in posizione eretta o seduta, con movimenti limitati e ingessati.
Nel 1963 Gerd Koch diresse nella città di Tabiteuea uno spettacolo di danze e canti tradizionali ruoia tipici del Kiribati: il kawawa, il kamei, il wan tarawa e il kabuakaka. Koch ha riproposto lo spettacolo con delle leggere differenze a Onotoa e Nonouti.

## Stili
La danza in Kiribati può essere suddivisa in otto stili principali. In ognuno di essi sono presenti movimenti simili a quelli degli uccelli, ma le differenze risiedono nel costume, nel sesso dell’interprete, nel numero di ballerini, nella musica di accompagnamento e nella posizione e nel movimento dell’interprete o degli interpreti.

### Ruoia
Una delle forme più antiche è la danza Ruoia. Questo stile richiede che il ballerino o i ballerini si muovano al tempo di un coro di cantanti dietro di loro. La Ruoia è solitamente composta da tre strofe, ciascuna cantata con un tempo crescente. All'interno del Rouia si distinguono tre stili sottostanti: il te kemai (solitamente eseguito dagli uomini), il te kabuti (eseguito solo dalle donne) e il terzo, esclusivo dell'atollo di Abemama, il te wa ni banga.

### Kaimatoa
La danza più praticata nel Kiribati oggi è la Kaimatoa, che letteralmente significa “danza della forza”. La danza mette alla prova la resistenza fisica del ballerino nel tenere stese le braccia per lunghi periodi, ma mette anche alla prova la sua resistenza emotiva, Infatti la musica e il ritmo sono spesso molto emozionanti e non è raro vedere i ballerini piangere durante l’esecuzione di questa danza. Il kaimatoa può essere eseguito sia da uomini, che da donne e da bambini.

### Buki
Un'altra forma relativamente moderna nella storia della danza nel Kiribati è il Buki. Il Buki è originario delle isole più settentrionali dell’arcipelago delle Gilbert ( Butaritari e Makin). Tuttavia è una danza molto diffusa in tutte le isole. La danza è eseguita solo dalle donne e richiede che la danzatrice indossi una gonna di foglie di cocco molto spessa e pesante, realizzata con i pinneali appena germogliati della foglia di cocco (te kakoko), bolliti e ammorbiditi. La gonna può pesare fino a 10 chilogrammi e solitamente è lunga fino allo stinco. Come nelle altre forme di danza del Pacifico, come l'hura tahitiana, il buki si concentra sul movimento dei fianchi.

### Tirere
L'unica danza che utilizza uno strumento a percussione è il tirere (pronunciato seerere). Il tirere è solitamente eseguito da un gruppo di ballerini che danzano in coppia, e in generale ci sono sempre fra le 10 e le venti coppie. Ogni ballerino è fornito di un bastone lungo circa 30 cm con il quale colpisce il terreno a tempo con la canzone di accompagnamento. Oggi giorno il tirere è raramente eseguito.

### Te Rebwe o Te Kabuti
Questa forma di danza si basa molto sul ritmo. L'essenza del te rebwe risiede nel battito delle mani e dal movimento dei piedi. Una forma più moderna e rivisitata di questa danza è il te taubati. I movimenti del te rebwe si ispirano a quelli del combattimento. Questa è una danza di guerra e viene spesso eseguita per dimostrare pacificamente gli stili tradizionali delle arti marziali.

## Volgarità del sorriso
Sorridere mentre si balla, come avviene nella moderna danza Hula hawaiana, è generalmente considerato volgare nelle danze del Kiribati. Questo perché storicamente la danza in Kiribati non era solo una forma di intrattenimento, ma anche un omaggio a spiriti particolari, l'unificazione di due clan (kainga), una forma di narrazione orale o semplicemente la dimostrazione dell'abilità, della bellezza e della resistenza del ballerino.